# Abdoulkarim Goukoye
Abdoulkarim Goukoye (* 16. Juli 1964 in Niamey; † 8. November 2021 in Brüssel; auch Abdoul Karim Goukoye) war ein nigrischer General. Er gehörte dem Obersten Rat für die Wiederherstellung der Demokratie an, der von 2010 bis 2011 herrschenden Militärjunta Nigers.

## Leben
Abdoulkarim Goukoye kommandierte verschiedene Einheiten und Kompanien der nigrischen Streitkräfte, unter anderem in Zinder und die renommierte Panzerschwadron von Madawella. Mehrere Jahre lang leitete er den Militärnachrichtendienst Nigers. Am Centro Alti Studi per la Difesa, der Generalstabsschule der italienischen Streitkräfte in Rom, erwarb er einen Master-Titel in Militärstrategie.
Im Dienstgrad eines Colonel stehend, wurde Goukoye ein Mitglied und der Sprecher des Obersten Rats für die Wiederherstellung der Demokratie, der durch einen Militärputsch unter der Führung von Salou Djibo 2010 die Macht in Niger übernahm. Er wirkte außerdem als Präsident der Haute Autorité à la Sécurité Alimentaire (HASA), der nigrischen Behörde für Ernährungssicherheit. Abdoulaye Badié, ein weiteres ranghohes Mitglied der Militärjunta, war Goukoyes Schwager. Nach der Übergabe der Macht an den gewählten Staatspräsidenten Mahamadou Issoufou im Jahr 2011 schickte Letzterer Abdoulkarim Goukoye als Militärattaché an die Botschaft Nigers in Belgien und erhob ihn 2017 in den Rang eines Brigadegenerals.
Goukoye war verheiratet und hatte vier Kinder. Er starb 2021 in seiner Funktion als Militärattaché in Brüssel und wurde auf dem Muslimischen Friedhof von Yantala in Niamey bestattet.

## Ehrungen
- Großoffizier des Verdienstordens Nigers[5]